# Jacek Fafiński
Jacek Fafiński est un lutteur polonais spécialiste de la lutte gréco-romaine né le 21 octobre 1970 à Lubawa.

## Biographie
Lors des Jeux olympiques d'été de 1996 se tenant à Atlanta, il remporte la médaille d'argent en combattant dans la catégorie des -90 kg.